# NGC 4483
NGC 4483 este o galaxie lenticulară situată în constelația Fecioara. A fost descoperită în 19 martie 1865 de către Heinrich Louis d'Arrest. Se află la o distanță de 16,6 megaparseci de Pământ.